# Sam Sandberg

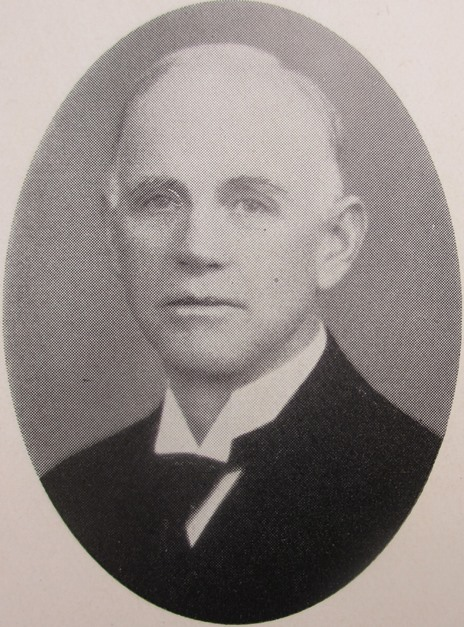
Sam. Sandberg.

John Helge Samuel (Sam.) Sandberg, född 11 september 1883 i Östra Tollstads församling, Östergötlands län, död 6 april 1963 i Söderhamn, Gävleborgs län, var en svensk bryggare.
Sandberg praktiserade som bryggarelev i Stockholm 1900–1902, i Tyskland 1903–1907 och studerade vid bryggarskolan i Berlin 1907–1908. Efter att ha varit anställd som bryggmästare vid olika svenska bryggerier övertog han 1911 J. Svenssons Bryggeri AB i Söderhamn och inköpte 1932 C. Wadmans Bryggeri AB i samma stad, varpå företagen ombildades till Söderhamns Bryggeri AB, i vilket han blev direktör. 
Sandberg var ordförande i Skandinaviska Banken i Söderhamn från 1934 och finländsk vicekonsul. Han var även ledamot av stadsfullmäktige och drätselkammaren.